# Convent del Bonsuccés
El Convent del Bonsuccés és un edifici del barri del Raval de Barcelona catalogat com a bé cultural d'interès local. Actualment, és la seu del Consell de Districte de Ciutat Vella.

## Història
Els Servites o Servents de Maria van arribar a Barcelona el 1576 i s'instal·laren provisionalment a l'ermita de Sant Bertran de Montjuïc, on fins poc abans havien estat els Mínims de Sant Francesc de Paula. El 1582 es van traslladar a l'ermita de Santa Madrona, que havien deixat els Caputxins i que els fou ofert pel Consell de Cent.
El 1618, a causa de les diferències sorgides amb els canonges de la Catedral per qüestions dineràries, els frares foren expulsats i es van refugiar en una casa particular. El 1626, van posar la primera pedra del convent definitiu, l'església del qual es va consagrar el 1635, dedicant-la a la Mare de Déu del Bon Succés. Hi havia una segona església adossada, dedicada a la Mare de Déu dels Dolors, seu de la congregació del mateix nom. Tanmateix, les obres continuarien, com a mínim, fins al 1690, quan l'escultor mallorquí Miquel Perelló signà la porta principal del conjunt.
Durant la Guerra del Francès, els servites foren expulsats i el convent convertit en caserna. El 1835, els frares l'abandonaren definitivament, i va estatjar el dipòsit d'utensilis de l'Exèrcit i, a principis del segle xx, una caserna.
El 1936, el conjunt fou enderrocat a excepció del cos principal d'accés a l'església, que l'any 1952 passaria a acollir les dependències municipals del Districte V. Amb aquesta finalitat, l'arquitecte Adolf Florensa i Ferrer s'encarregà de dotar-lo d'una façana posterior i lateral i d'afegir un altell a la planta baixa. Al costat es construí un porxo que donava accés a la nova plaça de Vicenç Martorell, resultant de l'enderroc del convent i envoltada d'edificis porxats del Patronat Municipal de l'Habitatge.

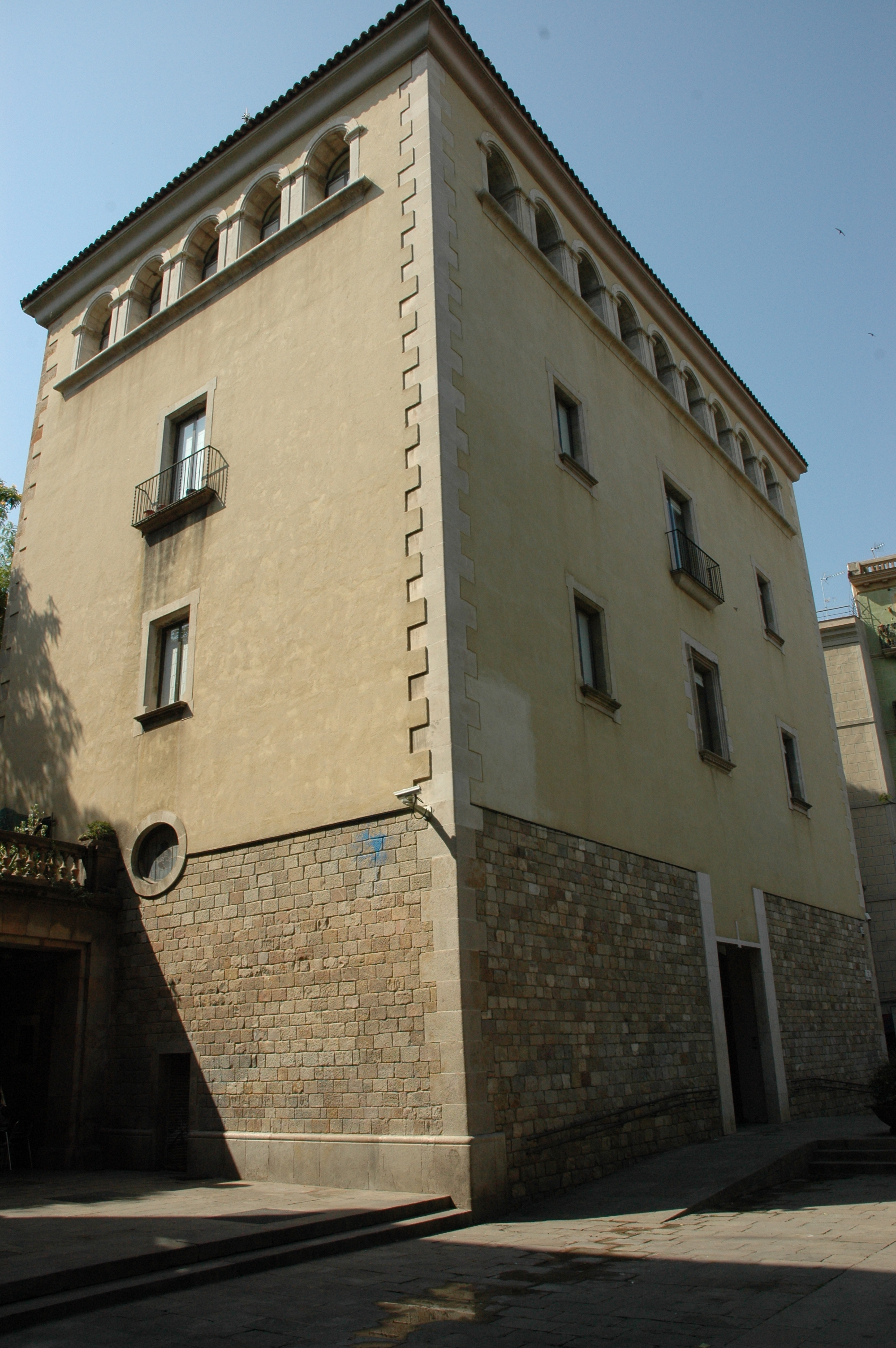
Vista des de la plaça de Vicenç Martorell

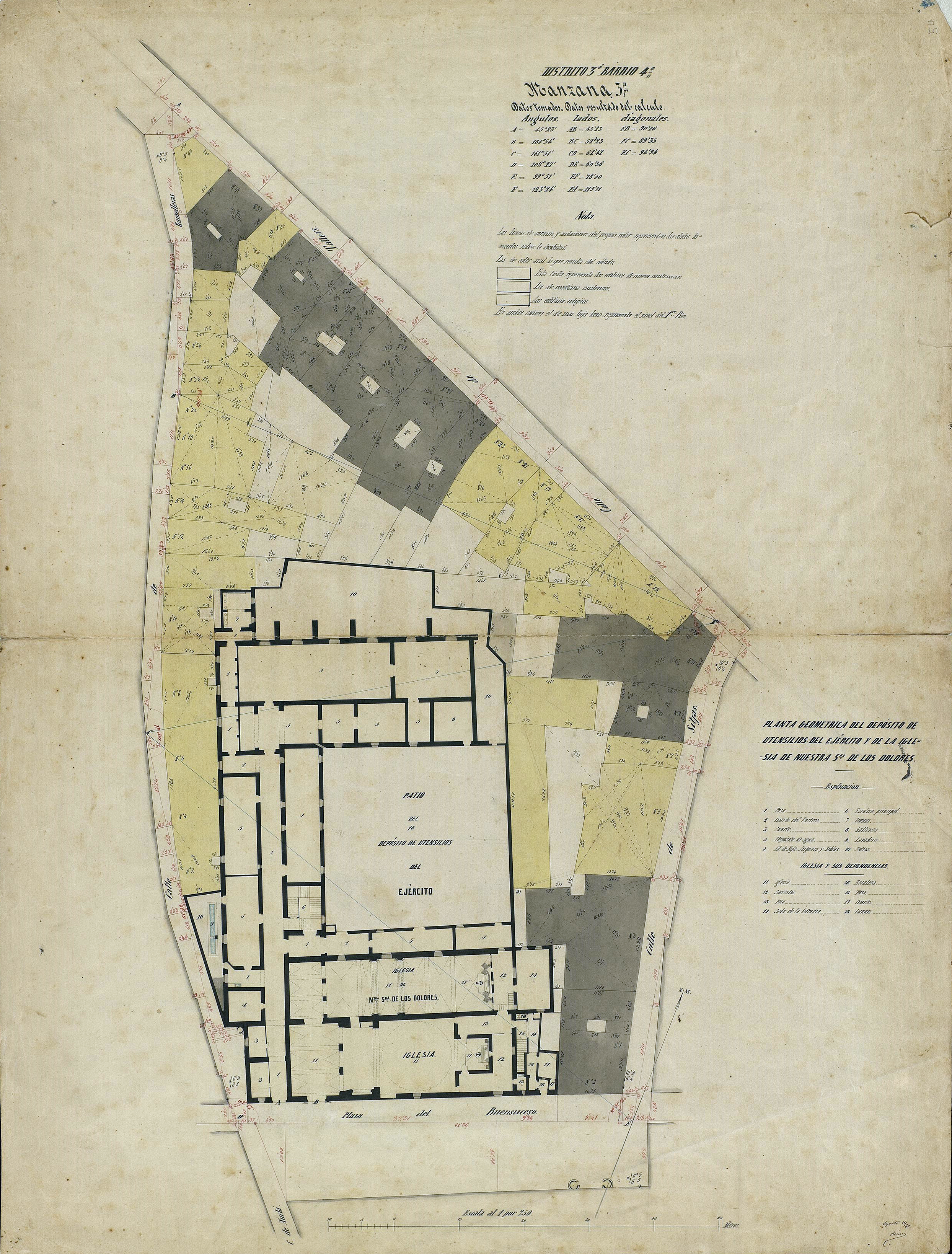
Quarteró núm. 54 de Garriga i Roca (c. 1860)

## Descripció
Abans de la seva destrucció el 1936, el conjunt conventual abraçava l'espai de l'actual plaça de Vicenç Martorell, per bé que en l'actualitat només es conserva un edifici de planta baixa amb altell, dos pisos i golfes. Tan sols la façana orientada a la plaça del Bonsuccés presenta els acabats originals, amb murs i emmarcaments d'obertures de pedra de Montjuïc. L'element més destacat d'aquesta façana és el gran portal de planta baixa, una obra barroca tallada el 1690 amb abundant decoració escultòrica. Es tracta d'un alt portal allindanat emmarcat per dues pilastres toscanes que sostenen un entaulament amb un frontó trencat de perfil corb. En el seu interior, sobre una voluta, dos àngels sostenen l'escut dels Servents de Maria (amb les sigles SM amb una corona i un ram de set lliris). Flanquejant l'escut s'hi llegeix la inscripció Michael Perello - Maioricen Scvlpsit emmarcada per dos gerros flamejants. Les quatre finestres que flanquegen el portal foren obertes durant la reedificació realitzada per Florensa a principis de la dècada de 1950. Les obertures originals del primer i segon pis tenen marcs motllurats i ampits treballats escultòricament. Les golfes s'obren al carrer a través d'una galeria d'arcs de pedra amb pilastres als muntants.
La resta de façanes són fruit de la reedificació de Florensa, per bé que han estat restaurades amb posterioritat. El basament és fet amb carreus de pedra, mentre la resta de murs es presenta revestit amb morter de color crema. Pel que fa a les obertures d'aquestes façanes noves, Florensa es basà en les tipologies i la disposició de la façana original, imitant les finestres i balcons de pedra i, especialment, la galeria d'arcs de les golfes. L'edifici es cobreix per mitjà d'una teulada a quatre vessants que conserva, a l'interior, la potent encavallada de fusta original.
El vestíbul principal, ubicat a la planta baixa, és l'únic espai de l'antic convent que conserva la seva formulació original. En origen, aquest espai de planta rectangular cobert per tres trams de voltes amb llunetes sobre pilars toscans, era el nàrtex que donava accés a la desapareguda església conventual. Al seu torn, la crugia que avui acull l'escala d'accés al primer pis, era ocupat anteriorment pel cor elevat de l'església.